# Glückauf-Kampfbahn
Glückauf-Kampfbahn – stadion piłkarski w Gelsenkirchen w kraju związkowym Nadrenii Północnej-Westfalii, na którym swoje mecze domowe do 1973 roku rozgrywał klub piłkarski – Schalke Gelsenkirchen, a obecnie swoje mecze domowe rozgrywa amatorski klub piłkarski – DJK Teutonia Schalke-Nord.

## Historia
Inauguracja obiektu odbyła się 25 sierpnia 1928 roku meczem pomiędzy Schalke Gelsenkirchen, a ówczesnym mistrzem Niemiec – SpVgg Sülz 07, który zakończył się remisem 3:3. W dniu inauguracji odbyły się również: mecz piłki ręcznej, w którym grały drużyny Gelsenkirchen i Kolonii, zawody lekkoatletyczne oraz mecz piłkarski pomiędzy Schalke Gelsenkirchen, z Tennisem Borussia Berlin, który zakończył się wygraną Schalke Gelsenkirchen 3:2 po dwóch golach Ernsta Kuzorry oraz golu Emila Rothardta (wówczas w Tennisie Borussia Berlin grał przyszły selekcjoner reprezentacji RFN – Sepp Herberger.
Początkowo na obiekcie planowano budowę wyłącznie miejsc stojących, jednak przed inauguracją stadionu podjęto decyzję o ustawieniu 1200 miejsc siedzących, co było niezwykłe na stadionie robotniczego klubu, jakim był wówczas Schalke Gelsenkirchen, gdyż do końca lat 30. XX w. trybuny na stadionach były przywilejem tzw. "klubów burżuazyjnych" (klubów ludzi z wyższych sfer). W 1931 roku na meczu towarzyskim pomiędzy Schalke Gelsenkirchen a Fortuną Düsseldorf zgromadziło się 70 000 widzów, co stanowi rekord frekwencji obiektu (w 1955 roku mecz ostatniej rundy mistrzostw Niemiec pomiędzy SV Sodingen a FC Kaiserslautern miało zgromadzić się 80 000 widzów, jednak nie ma oficjalnych informacji dotyczących frekwencji w tym meczu). Ostatni mecz Bundesligi na Glückauf-Kampfbahn rozegrano 9 czerwca 1973 roku, w dniu ostatniej kolejki sezonu 1972/1973, kiedy to Schalke Gelsenkirchen wygrało z Hamburgerem SV 2:0. Następnie Schalke Gelsenkirchen swoje mecze domowe rozgrywało na Parkstadion, a od 2005 roku swoje mecze domowe rozgrywa na Veltins-Arena.

## Modyfikacja
Podczas II wojny światowej uległ prawie całkowitemu zniszczeniu, a po jej zakończeniu został odrestaurowany i, poza drobnymi zabiegami konstrukcyjnymi, w następnym okresie pozostał w niezmienionym stanie, pomimo planów rozbudowy (w 1950 roku i w 1956 roku zbudowano budki biletowe). Pod koniec lat 80. rozebrano miejsca stojące, z wyjątkiem trybuny głównej, która obecnie jest zabytkowym budynkiem i obecnie może pomieścić 11 000 widzów.

## Obecnie
Do stycznia 2006 roku swoje mecze domowe rozgrywały drużyny młodzieżowe Schalke Gelsenkirchen, a obecnie swoje mecze domowe rozgrywa amatorski klub piłkarski – DJK Teutonia Schalke-Nord.
Podczas mistrzostw świata 2006 w Niemczech na obiekcie miała miejsce strefa kibica, a w czerwcu 2006 roku obiekt otrzymał tytuł Pomnika Miesiąca w powiecie Lippe.